# Lidhorakhas
Lidhorakhas là một thị xã và là một nagar panchayat của quận Tikamgarh thuộc bang Madhya Pradesh, Ấn Độ.

## Nhân khẩu
Theo điều tra dân số năm 2001 của Ấn Độ, Lidhorakhas có dân số 10.668 người. Phái nam chiếm 52% tổng số dân và phái nữ chiếm 48%. Lidhorakhas có tỷ lệ 48% biết đọc biết viết, thấp hơn tỷ lệ trung bình toàn quốc là 59,5%: tỷ lệ cho phái nam là 60%, và tỷ lệ cho phái nữ là 35%. Tại Lidhorakhas, 20% dân số nhỏ hơn 6 tuổi.